# Al Qatrun
Al Qatrun, Al Katrun, Gatrone, hay Al Gatrun (القطرون trong tiếng Ả Rập) là một ngôi làng tại quận Murzuq ở miền nam Libya trên con đường chính giữa Tchad và Niger. Nơi đây có một lãnh sự quán của Niger. Trạm kiếm soát biên giới cách làng 310 km về phía nam tại Tumu đã bị đóng cửa, những người muốn nhập cảnh Libya từ Niger sẽ đến Al Qatrun.